# Gibraltar National League 2020/2021
Gibraltar National League 2020/2021 var den 2:a säsongen av den nya National League och den 122:a säsongen av högstaligan i fotboll i Gibraltar. Ligan vanns av Lincoln Red Imps som tog 1:a ligatiteln och sin 25:e mästerskapstitel.
Värt att notera är att Lincoln Red Imps, tack vare ligasegern, blev det första laget från Gibraltar att spela ett Uefa-gruppspel, man slog Fola Esch från Luxemburg med sammanlagt 7–2 i den första kvalomgången av Champions League, i den andra kvalomgången blev rumänska Cluj försvåra när man förlorade med sammanlagt 1–4. Man var nu utslaget ur Champions League men fick en andra chans i den tredje kvalomgången av Europa League, där även nästa motstånd, Slovan Bratislava från Slovakien, blev försvåra när man förlorade sammanlagt med 2–4. Man var alltså även utslaget ur Europa League, men eftersom Uefa infört en tredje klubblagstävling, Europa Conference League, fick man alltså en tredje chans i playoff där man ställdes mot lettiska Riga, ett möte man vann sammanlagt med 4–2 och kvalificerade sig för gruppspelet.

## Laginformation
| Lag              | Tränare               | Lagkapten                      | Placering 2019/2020 |
| ---------------- | --------------------- | ------------------------------ | ------------------- |
| Bruno's Magpies  | Johnny Parrado        | Rubén Díaz                     | 5                   |
| College 1975     | Ángel Espinosa        | Nazim Hughes                   | 12                  |
| Europa           | Rafa Escobar          | Liam Walker                    | 1                   |
| Europa Point     | Craig Cowell          | Kailan Perez                   | 8                   |
| Glacis United    | Javier Sánchez Alfaro | Miguel Londero                 | 11                  |
| Lincoln Red Imps | Mick McElwee          | Roy Chipolina                  | 3                   |
| Lions Gibraltar  | Albert Ferri          | Jay Bosio                      | 6                   |
| Lynx             | Albert Parody         | Chuky González                 | 4                   |
| Manchester 62    | David Wilson          | Robert Montovio                | 9                   |
| Mons Calpe       | César Vega            | Christian Fraiz                | 7                   |
| St Joseph's      | Raúl Procopio Baizán  | Salvador Manuel Alegre Delgado | 2                   |

## Grundserien

### Poängtabell
| Nr | Lag              | S  | V | O | F  | GM | IM | MS  | P  |
| -- | ---------------- | -- | - | - | -- | -- | -- | --- | -- |
| 1  | Europa           | 10 | 9 | 1 | 0  | 44 | 5  | +39 | 28 |
| 2  | Lincoln Red Imps | 10 | 8 | 1 | 1  | 33 | 7  | +26 | 25 |
| 3  | St Joseph's      | 10 | 7 | 1 | 2  | 49 | 11 | +38 | 22 |
| 4  | Lynx             | 10 | 6 | 1 | 3  | 26 | 10 | +16 | 19 |
| 5  | Mons Calpe       | 10 | 6 | 1 | 3  | 21 | 13 | +8  | 19 |
| 6  | Lions Gibraltar  | 10 | 4 | 3 | 3  | 12 | 10 | +2  | 15 |
| 7  | Bruno's Magpies  | 10 | 4 | 2 | 4  | 14 | 16 | −2  | 14 |
| 8  | Glacis United    | 10 | 3 | 0 | 7  | 10 | 18 | −8  | 9  |
| 9  | Manchester 62    | 10 | 2 | 0 | 8  | 8  | 44 | −36 | 6  |
| 10 | Europa Point     | 10 | 1 | 0 | 9  | 7  | 38 | −31 | 3  |
| 11 | College 1975     | 10 | 0 | 0 | 10 | 8  | 60 | −52 | 0  |
| 12 | Boca Gibraltar   | 0  | 0 | 0 | 0  | 0  | 0  | 0   | 0  |

### Resultattabell
| Hemma \ Borta    | BRU | COL  | EUR | EPO | GLA | LRI | LGI | LYN | MAN  | MON | STJ |
| Bruno's Magpies  | —   | —    | 1–3 | 4–0 | —   | —   | 0–0 | —   | 3–2  | —   | 0–3 |
| College 1975     | 0–3 | —    | —   | 1–3 | 1–5 | 0–8 | —   | 1–7 | —    | 0–6 | —   |
| Europa           | —   | 9–0  | —   | —   | 1–0 | 2–2 | —   | 3–1 | —    | 3–0 | —   |
| Europa Point     | —   | —    | 0–9 | —   | —   | 1–6 | 0–1 | —   | —    | 2–4 | —   |
| Glacis United    | 0–1 | —    | —   | 3–0 | —   | 0–3 | —   | 0–3 | —    | 0–1 | 0–5 |
| Lincoln Red Imps | 3–0 | —    | —   | —   | —   | —   | 3–0 | —   | 2–0  | —   | 4–2 |
| Lions Gibraltar  | —   | 3–2  | 0–1 | —   | 3–0 | —   | —   | 0–3 | —    | —   | —   |
| Lynx             | 1–1 | —    | —   | 3–0 | —   | 2–0 | —   | —   | 5–0  | 0–1 | 1–4 |
| Manchester 62    | —   | 3–2  | 0–9 | 3–1 | 0–2 | —   | 0–4 | —   | —    | —   | —   |
| Mons Calpe       | 4–1 | —    | —   | —   | —   | 0–2 | 0–0 | —   | 5–0  | —   | 0–5 |
| St Joseph's      | —   | 13–1 | 1–4 | 4–0 | —   | 1–1 | —   | —   | 11–0 | —   | —   |

## Mästerskapsgruppen

### Poängtabell
| Nr | Lag              | S  | V  | O | F  | GM | IM | MS  | P  |
| -- | ---------------- | -- | -- | - | -- | -- | -- | --- | -- |
| 1  | Lincoln Red Imps | 20 | 15 | 3 | 2  | 62 | 13 | +49 | 48 |
| 2  | Europa           | 20 | 15 | 2 | 3  | 66 | 14 | +52 | 47 |
| 3  | St Joseph's      | 20 | 14 | 3 | 3  | 71 | 20 | +51 | 45 |
| 4  | Mons Calpe       | 20 | 10 | 2 | 8  | 36 | 35 | +1  | 32 |
| 5  | Lynx             | 20 | 8  | 2 | 10 | 36 | 40 | −4  | 26 |
| 6  | Lions Gibraltar  | 20 | 4  | 4 | 12 | 13 | 33 | −20 | 16 |

### Resultattabell
| Hemma \ Borta    | EUR | LRI | LGI | LYN | MON | STJ |
| Europa           | —   | 0–3 | 3–0 | 3–0 | 2–0 | 0–2 |
| Lincoln Red Imps | 3–1 | —   | 3–0 | 1–0 | 5–1 | 0–1 |
| Lions Gibraltar  | 0–2 | 1–1 | —   | 0–1 | 0–4 | 0–2 |
| Lynx             | 0–6 | 0–7 | 4–0 | —   | 2–2 | 0–5 |
| Mons Calpe       | 0–3 | 0–4 | 1–0 | 3–1 | —   | 0–4 |
| St Joseph's      | 1–1 | 2–2 | 1–0 | 3–2 | 1–4 | —   |

## Utmanargruppen

### Poängtabell
| Nr | Lag             | S  | V  | O | F  | GM | IM | MS  | P  |
| -- | --------------- | -- | -- | - | -- | -- | -- | --- | -- |
| 7  | Bruno's Magpies | 18 | 10 | 2 | 6  | 46 | 27 | +19 | 32 |
| 8  | Glacis United   | 18 | 10 | 0 | 8  | 35 | 27 | +8  | 30 |
| 9  | Manchester 62   | 18 | 5  | 2 | 11 | 25 | 60 | −35 | 17 |
| 10 | Europa Point    | 18 | 2  | 2 | 14 | 23 | 81 | −58 | 8  |
| 11 | College 1975    | 18 | 1  | 0 | 17 | 10 | 73 | −63 | 3  |

### Resultattabell
| Hemma \ Borta   | BRU | COL | EPO | GLA | MAN |
| Bruno's Magpies | —   | 3–0 | 7–0 | 1–5 | 4–0 |
| College 1975    | 1–8 | —   | 4–1 | 0–2 | 0–0 |
| Europa Point    | 0–4 | 0–6 | —   | 0–3 | 1–4 |
| Glacis United   | 4–1 | 4–1 | 3–1 | —   | 4–1 |
| Manchester 62   | 1–4 | 3–3 | 4–0 | 4–0 | —   |

## Skytteligan
| Rank | Spelare                        | Lag              | Mål |
| ---- | ------------------------------ | ---------------- | --- |
| 1    | Kike Gómez                     | Lincoln Red Imps | 24  |
| 2    | Juan Francisco García Peña     | St Joseph's      | 22  |
| 3    | Rubo Blanco                    | Bruno's Magpies  | 19  |
| 4    | Adrián Gallardo                | Europa           | 14  |
| 5    | Salvador Manuel Alegre Delgado | St Joseph's      | 13  |
| 6    | Dylan Borge                    | Europa           | 11  |
| 6    | Aritz Hernández                | Lynx             | 11  |
| 6    | Diego Díaz                     | Mons Calpe       | 11  |
| 9    | Luisma Gallardo                | College 1975     | 9   |
| 9    | Liam Walker                    | Europa           | 9   |